# Brno hlavní nádraží

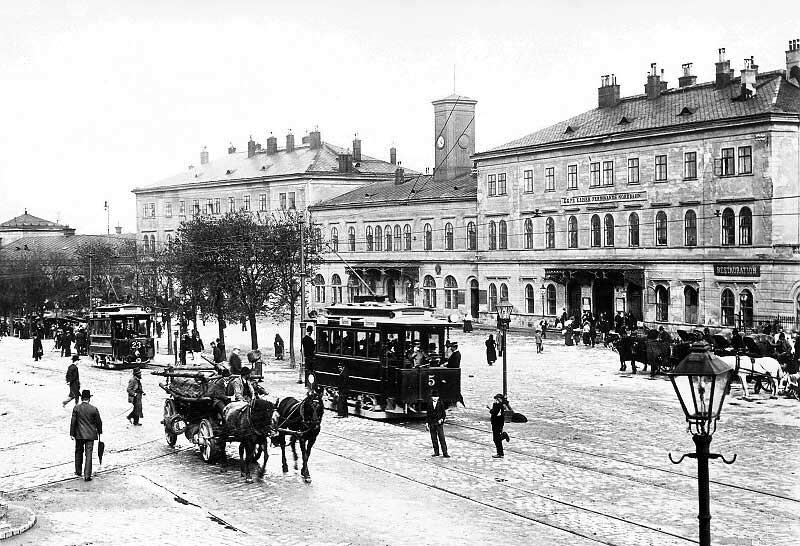
Hlavní nádraží před přestavbou (1901–1902)

Brno hlavní nádraží (lidově Hlavas[zdroj?]) je největší osobní železniční stanice v Brně. Je v provozu od roku 1839 a s nádražím v Břeclavi patří mezi nejstarší v České republice. Výpravní budova leží na jižním okraji historického centra, na jižní straně Nádražní ulice. Do nádraží, kterým prochází trasa prvního železničního koridoru, jsou zaústěny železniční tratě celkově ze sedmi směrů.
Nádraží má šest nástupišť a je důležitým dopravním uzlem. Přímo před ním se nachází terminál městské hromadné dopravy, kterým projíždí většina brněnských tramvajových linek.
Areál nádraží je od roku 1983 památkově chráněn. Prostor železniční stanice je rozsáhlý, severní zhlaví se nachází za viaduktem Křenová, jižní zhlaví je umístěno u mostu přes Svratku, který je zbytkem původního Vídeňského viaduktu.
V roce 2028 by se mělo v městské čtvrti Trnitá začít stavět nové hlavní nádraží. Otevřeno by mělo být v roce 2035.

## Tratě
- 002: dálková doprava Praha – Česká Třebová – Brno – Kúty
- 240: Brno–Jihlava
- 244: Brno – Hrušovany nad Jevišovkou-Šanov
- 251:
  - Tišnov–Brno
  - Brno–Vranovice
- 260:
  - Česká Třebová – Brno
  - Brno – Vyškov
- 300: Brno–Přerov
- 340: Brno – Uherské Hradiště

## Historie

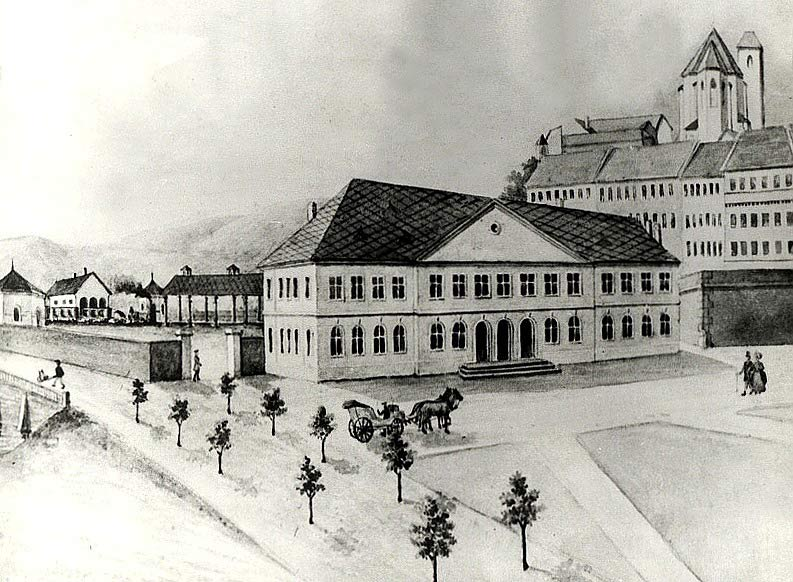
První nádražní budova Severní dráhy císaře Ferdinanda z roku 1839

Původ nádraží sahá do konce 30. let 19. století a bylo třetím nejstarším větším nádražím v Rakousko-Uhersku. První výpravní budova pro nádraží soukromé drážní společnosti Severní dráhy Ferdinandovy byla stavěna od roku 1838 a stála kolmo k dnešnímu jihovýchodnímu křídlu zhruba na rozhraní výpravních budov a budovy pošty. První, ještě ukázkový vlak přijel do Brna již v listopadu 1838 z Rajhradu, pravidelný provoz mezi Vídní a Brnem byl zahájen 7. července 1839. Kolmo proto, že původní nádraží bylo hlavové (koncové) a výpravní budova stála na konci kusých kolejí. Situace se brzo změnila a od roku 1841 byla přistavována nová budova již podél kolejí. Tato budova je dodnes obsažena v tělese jihovýchodního křídla nádražních staveb. Počínaje rokem 1843 byla budována Severní státní dráha Brno - Česká Třebová - její úsek Brno-Semanín (dnes trať č. 260), začínala na severovýchodním okraji areálu. Z nádraží se stalo dvojnádraží se dvěma hlavovými konci kolejišť proti sobě, dvěma výpravními budovami se společným středním vestibulem. Přestavbu nádraží řídil železniční inženýr Anton Jüngling. Provoz státní dráhy do České Třebové byl zahájen 1. ledna 1849. Nádraží bylo propojeno a proměněno na průběžné v roce 1898. Roku 1904 byl dosavadní vestibul přebudován na velkou střední halu s věžemi po stranách, podle projektu architekta Josefa Oehma a konstruktéra Franze Uhla, hlavním stavitelem byl Josef Nebehosteny. Od roku 1869, kdy byla v Brně vybudována koněspřežná tramvaj, bylo nádraží přímo spojeno s dalšími částmi města. Tramvajová doprava v Brně se pak dále rozvíjela spolu s městem. Okolní veřejné prostory před nádražím byly od konce 50. let 19. století urbanisticky přetvářeny do tvaru okružní třídy. Zdejší budovy byly stavěny ve stejném stylu jako na Ringstraße ve Vídni. Současnou secesní podobu získala budova při přestavbě v letech 1902–1905. 

## Popis nádraží

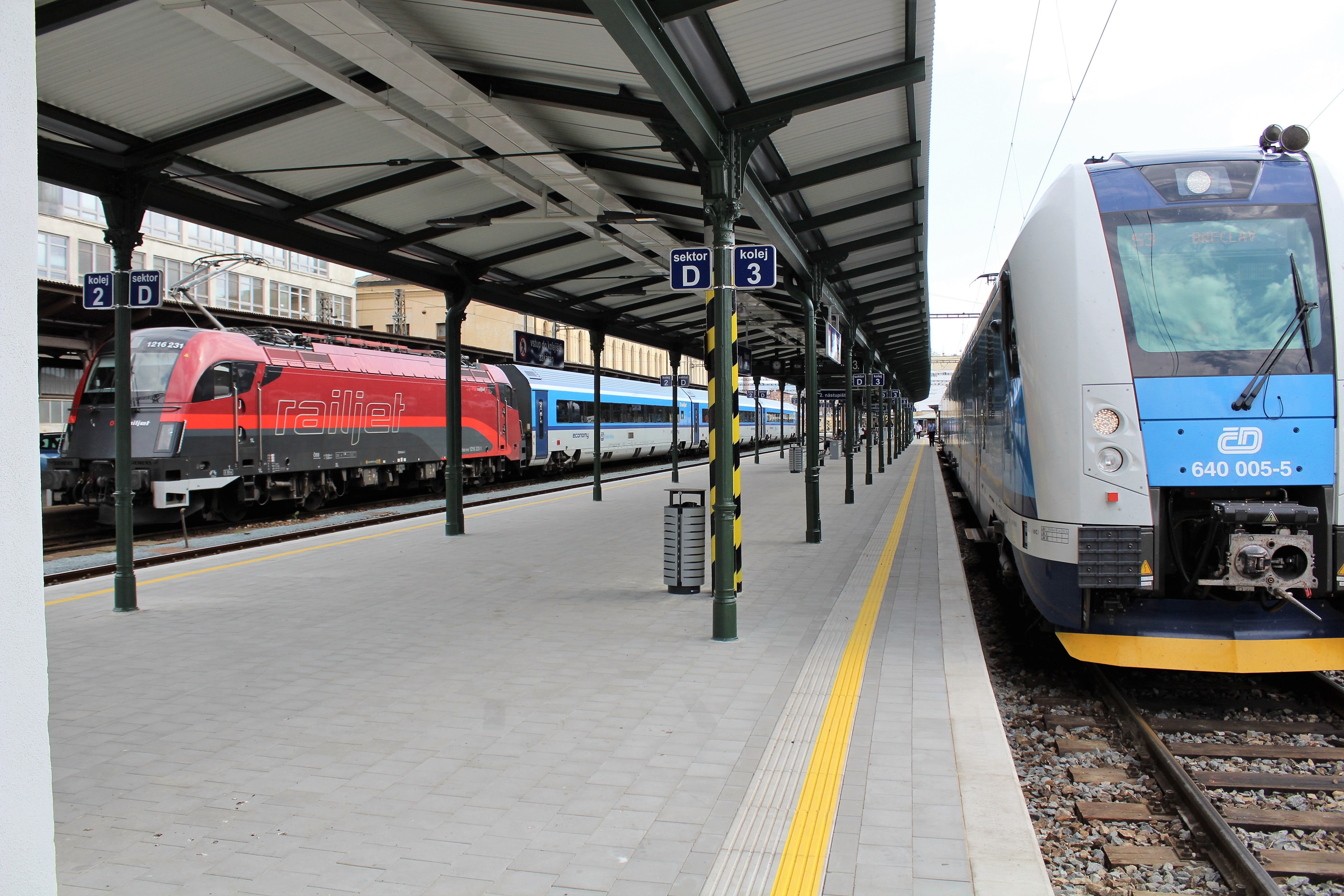
Druhé nástupiště po rekonstrukci (červenec 2016)

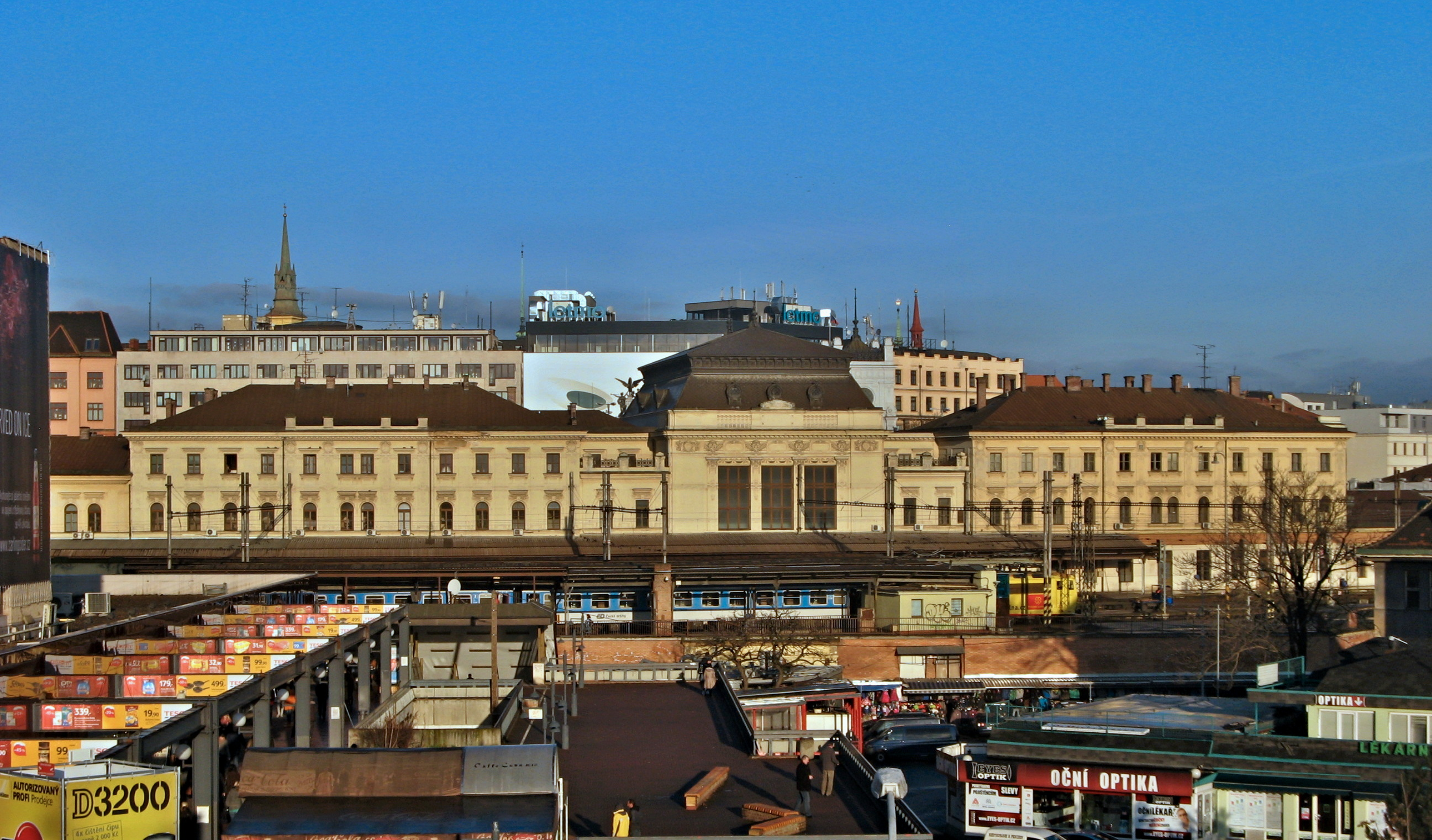
Nádražní budova od Vaňkovky

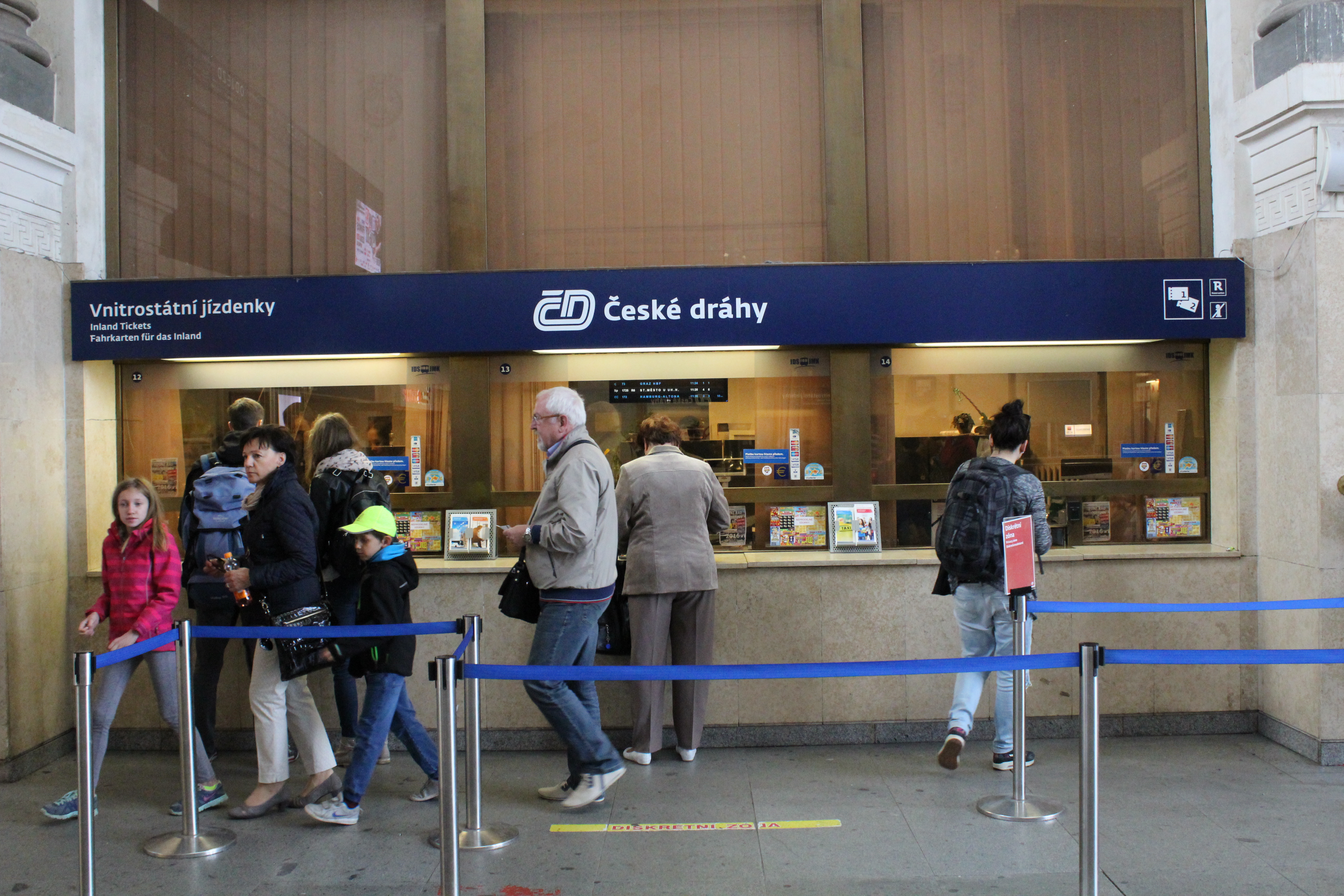
Dvorana s pokladnami jízdenek

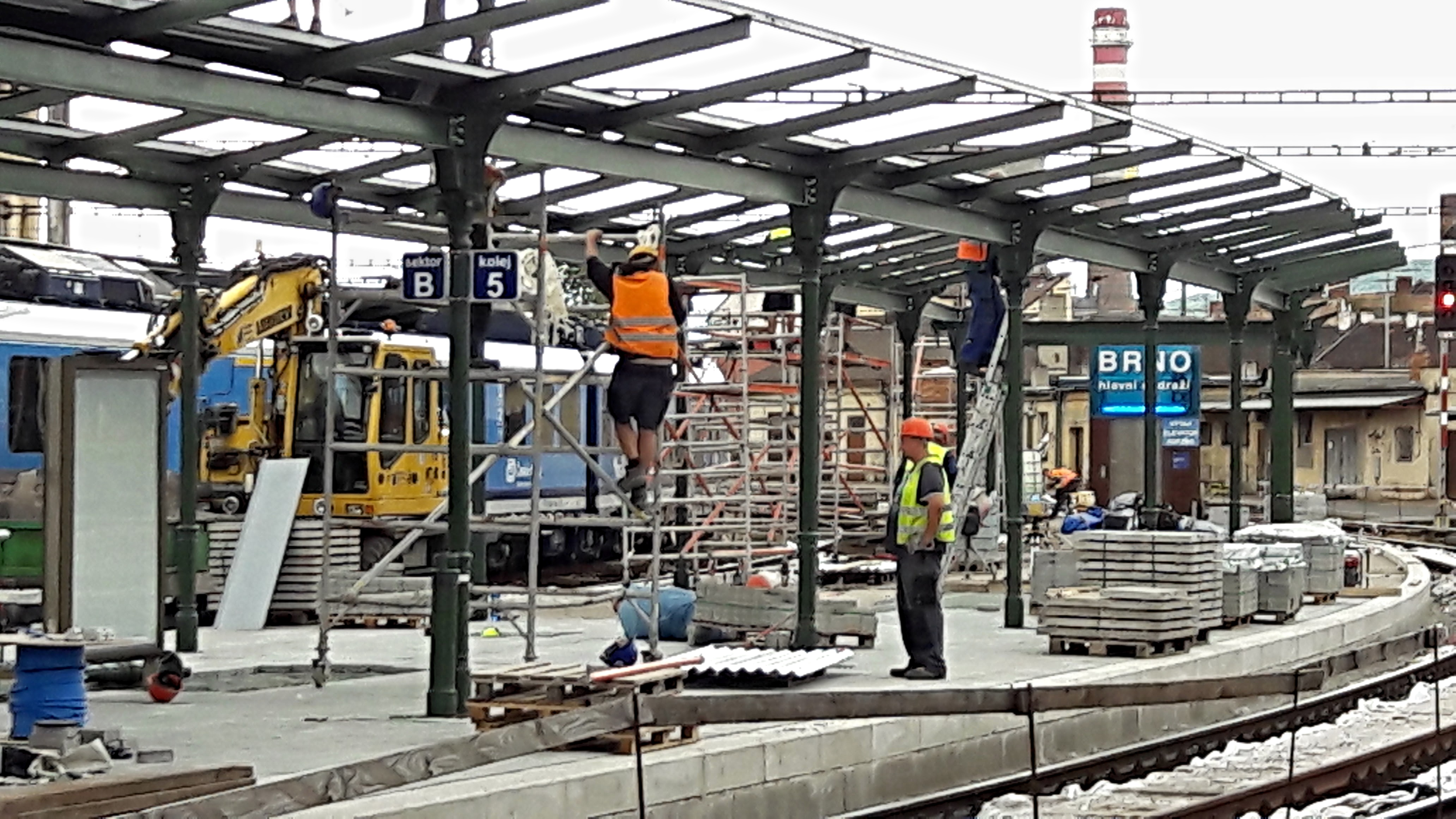
Probíhající opravy na třetím nástupišti (září 2016)

Brno hlavní nádraží je průjezdnou, respektive smíšenou stanicí, ve které jsou čtyři nástupiště se šesti nástupními hranami u průjezdných kolejí a jednou hranou u kusé koleje (1. nástupiště, kolej 701) a k nim jsou na západní straně přidruženy čtyři kusé koleje na dvou nástupištích 5. a 6., odkud jsou vypravovány regionální vlaky na tratě ve směrech Jihlava, Hrušovany nad Jevišovkou-Šanov a Břeclav. Těleso průjezdné části je zakřiveno do tvaru mírně prohnutého obráceného S, a jeho přímé (rovné) úseky nejsou o mnoho delší než 110 m (u každého z nástupišť se délka mírně liší). Nástupiště sledují přibližně tvar odbavovacích a provozních budov v minulosti dvou různých a jen obtížně spolupracujících drážních společností. Celková délka průjezdné části stanice přesahuje zhruba 300 metrů. Určit jednoznačně konec nástupišť je obtížné, neboť některá z nich se zejména na jihozápadním konci příliš zužují. Šířka drážního tělesa od jižního pláště výpravních budov po hranu terasy je proměnná, ale zhruba 60 metrů.
Brněnské hlavní nádraží má dvě ostrovní nástupiště široká přibližně 9 metrů. Nástupní hrana je ve výšce 350 mm nad hlavou kolejnice, která odpovídají normě, jsou však pro budoucnost považována za méně vhodná. Nástupiště jsou kryta obnovenými přístřešky dvojitého zalomení s litinovou nosnou konstrukcí ze začátku 20. století. Nástupiště u kusých kolejí, která jsou náznakem hlavového nádraží, jsou kryta přístřešky novější konstrukce (tzv. „vlaštovkami“) po většinu délky nástupiště. Tato nástupiště jsou novější, postavená po druhé světové válce, a jejich celková délka v přímém úseku přesahuje 300 metrů. Pod nástupišti průjezdné části jsou dva podchody. Jeden, původně jen nástupní, široký 4,8 metru, vede v ose hlavní dvorany napříč přes všechna nástupiště a byl modernizován také těsně po druhé světové válce, obložen travertinem a na podlaze libereckou žulou. Po přelomu tisíciletí bylo každé z nástupišť vybaveno jedním výtahem pro přístup osob s pohybovým omezením, ústících až v koncové části nástupišť. Druhý podchod, původně jen výstupní, o šířce 5,2 m, vede o 59 metrů západněji a jeho poválečná úprava byla skromnější. Mezi oběma podchody vede ještě další širší podchod, který ale není součástí stanice a spojuje prostory před a za nádražím a byl vybudován v 80. letech 20. století jako součást veřejného podchodu před nádražím. Niveleta jeho podlahy leží níže než podlahy obou staničních podchodů. Pod stanicí se nachází ještě čtvrtý, zanedbaný a dnes již nepoužívaný podchod, lidově zvaný „Myší díra“.

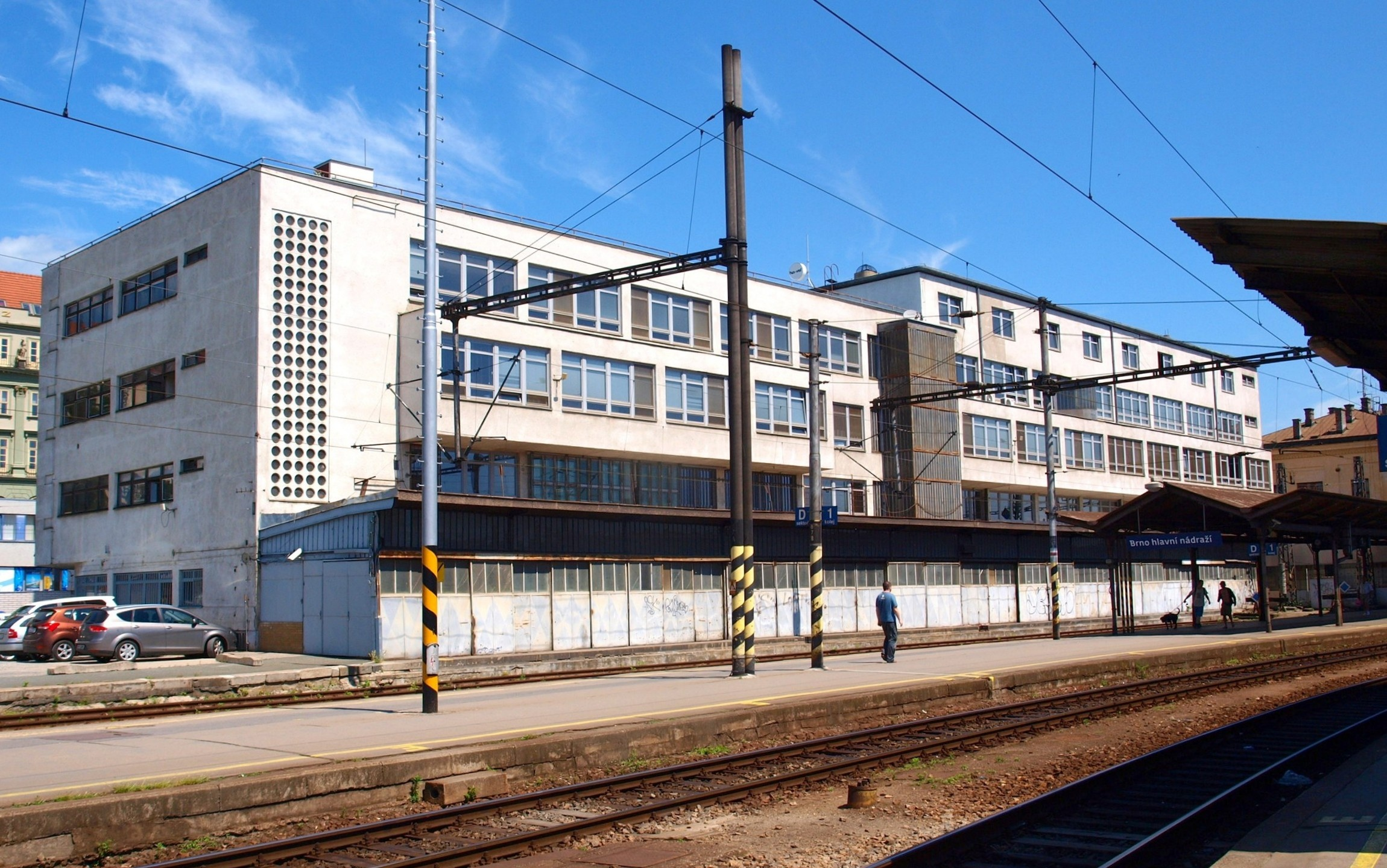
Nádražní pošta, budova od architekta Bohuslava Fuchse

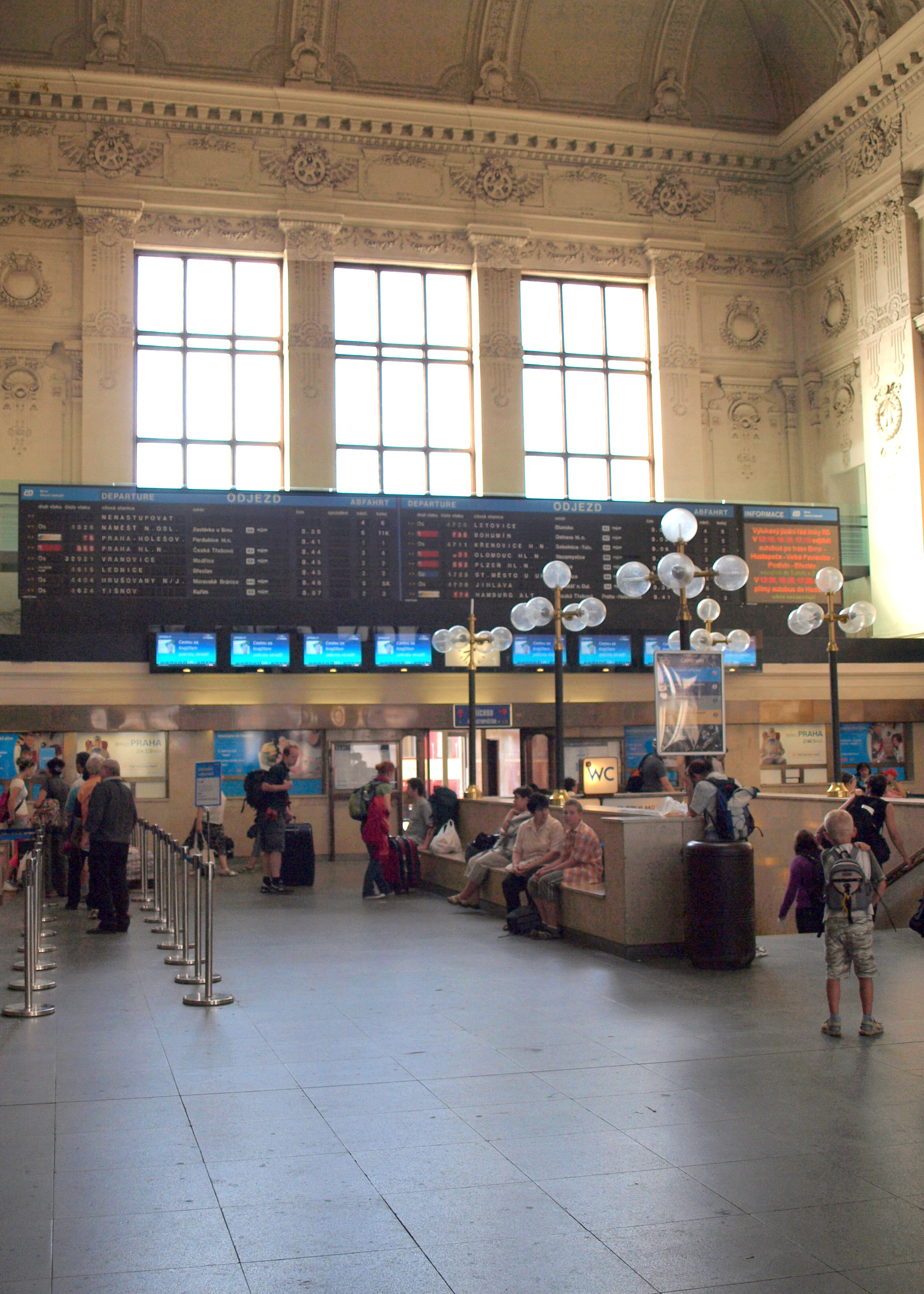
Brno hlavní nádraží - ještě s překlápěcími tabulemi od firmy Solari di Udine (nahrazeny na jaře v roce 2015)

Součástí souboru nádraží je nádražní pošta – dodnes v podobě modernistické stavby od architekta Bohuslava Fuchse – která předstupuje před křídla starých provozních budov na sever směrem do uličního prostoru a v drážní části je obsloužena dvěma kusými kolejemi, ležícími mezi průjezdnou a hlavovou částí nádraží.
K úpravě nepříliš vhodného schématu kolejišť nikdy nedošlo, protože se již od počátku dvacátého století vedou odborné diskuze o tom, zda modernizovat a přestavět nádraží v dosavadní poloze, případně mírně posunout jeho těžiště, nebo zda vybudovat nádraží jinde, v některé z poloh jižně od současného nádraží. V posledních desetiletích byla v ofenzivě tendence k tzv. odsunu nádraží, a do aktuálního územního plánu je zanesena varianta v poloze přibližně 1100 metrů jižním směrem (vzdálenost mezi těžištěm starého a nového nádraží), přičemž ale tato varianta dosud nezískala platné územní rozhodnutí. Prostorová situace a struktura města vedle toho umožňují případnou geometrickou úpravu kolejišť a nástupišť dosavadní stanice s výrazným prodloužením přímých úseků, eventuálně s přidáním jednoho dalšího nástupiště. Takové případné změny by se promítly do menší změny urbanistické struktury města bezprostředně přilehlého k jižní hraně nádraží.
Nádraží bylo opravováno od konce druhé světové války jen jedenkrát – na konci 80. let. Oprava a rekonstrukce se týkala jen a pouze výpravních a správních budov, nikoliv kolejiště, nástupišť a zhlaví. Zastánci zachování polohy nádraží v dosavadní poloze, mezi které patří řada respektovaných odborníků, tvrdí, že je možno je upravit do přijatelné zcela moderní podoby, aby byly zachovány přednosti jeho polohy, ale aby stanice zároveň získala soudobý, komfortní a plynulý provoz, jak se to v posledním desetiletí podařilo uskutečnit na mnoha nádražích v Evropě, podle nich například na nádraží Wien Praterstern.

## Přesun nádraží

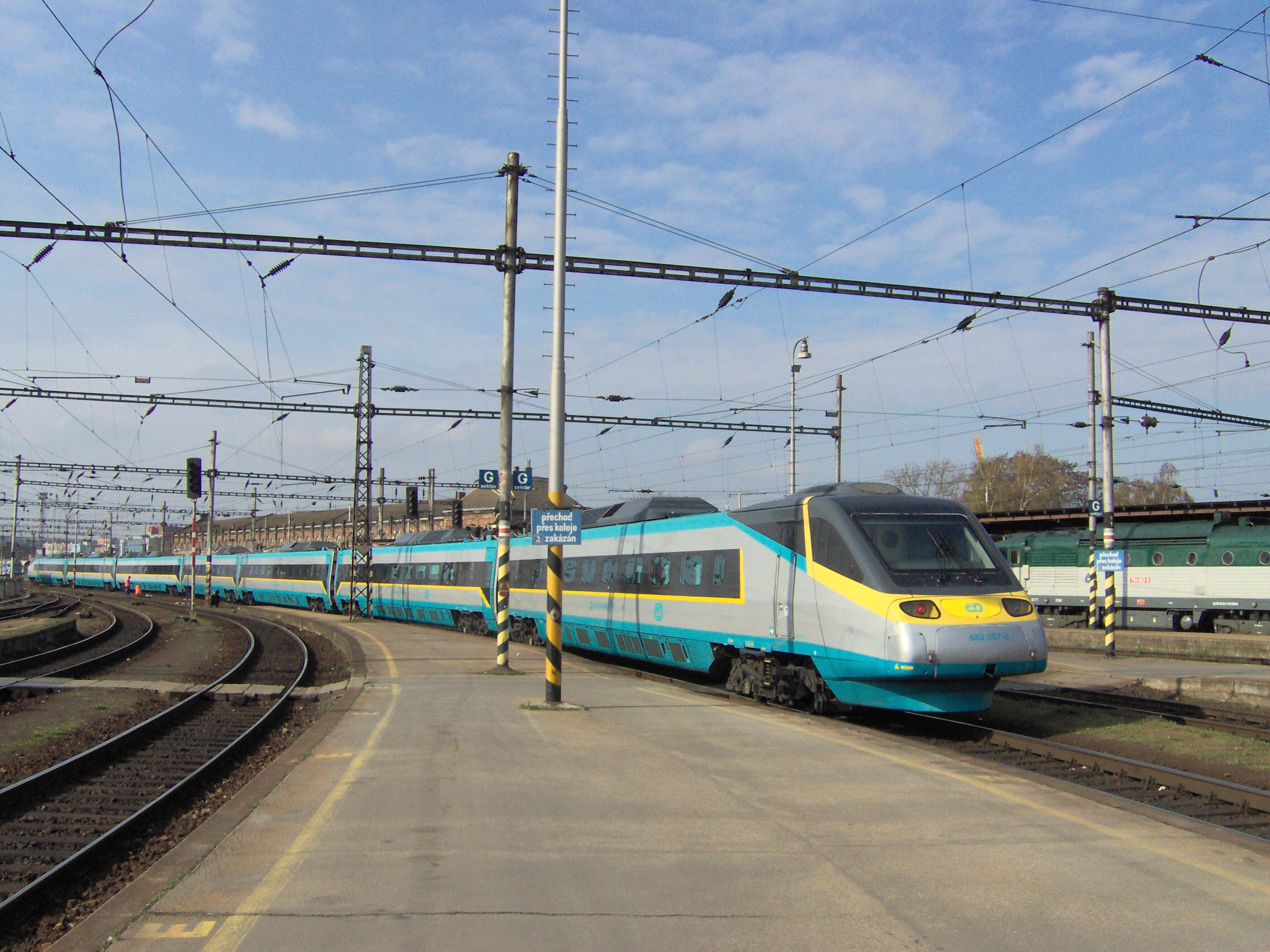
Vysokorychlostní souprava Pendolino vjíždí do nádraží (od Vídně) 2011

Od dvacátých let 20. století byla zvažována idea změny polohy nádraží. Výhodná poloha v místě nejživějšího pohybu v centru města má odvrácenou stránku – je spojena se ztíženou možností drážního rozvoje. V době parního provozu se negativně projevovalo znečistění kouřem a hlukem, stejně jako zdlouhavost cesty lokomotiv do výtopen i nedostatečnost seřaďovacího nádraží. V té době komplikovala provoz v uzlu i spojka mezi tzv. rosickým a hlavním nádražím, v současnosti již zrušená. V roce 1927 byla vyhlášena soutěž na řešení problému. První cena nebyla udělena, druhá cena byla udělena autorům architektu Bohuslavu Fuchsovi a železničnímu expertu ing. Františku Sklenářovi a ta vešla ve všeobecnou známost (Tangenta). Soutěže byly v následujících ještě opakovány, a to z důvodů postoje veřejné správy. V průběhu desetiletí padlo několik rozhodnutí o poloze nádraží. V letech 1927–1969 byly zvažovány polohy jak na dosavadním místě, tak v poloze odsunuté o 600 metrů dále na jih. Tendence ke změně polohy narážely ve všech obdobích na rozhodný odpor politický i odborný.
Nejčastějším argumentem proti odsunu je, že by došlo ke zpřetrhání nejcennějších vazeb ve městě a nádraží by bylo odděleno a příliš vzdáleno od nejdůležitějších aktivit v centru. V mezidobí bylo vybudováno seřaďovací nádraží v Maloměřicích, vybudováno nádraží v Židenicích a podstatně zmodernizováno nádraží v Králově Poli. Současné návrhy překládají nádraží přibližně o 1 km jižněji. Projektu se stále dostává nemalé kritiky a naráží na rozhodný odpor. Je mu vytýkáno zejména – oproti současnému stavu – horší pěší dostupnost centra, nedostatečné napojení na MHD a poukazuje se i na určité technické nedostatky. Proto bylo některými skupinami a jednotlivci navrženo několik alternativních variant modernizace či úpravy současného nádraží včetně řešení celého železničního uzlu. Spektrum těchto alternativních variant sahá od rekonstrukce dosavadního nádraží a jeho odlehčení zavedením vlakotramvají až k faktické novostavbě přibližně na stejném místě. Objevil se i kompromisní návrh městské rychlodráhy s ponecháním starého nádraží jen pro spoje regionální dopravy, který byl však v říjnu 2009 odmítnut. Po tomto rozhodnutí se zase intenzivněji uvažuje o dřívější výstavbě severojižního kolejového diametru.
Již v roce 2004 proběhlo referendum o přesunu nádraží, které bylo iniciováno koalicí Nádraží v centru. Celkem 85 % hlasujících se vyslovilo proti přesunu, referendum však nebylo platné kvůli menší než předepsané účasti.
V říjnu 2009 bylo také rozhodnuto o pozastavení financování přestavby železničního uzlu Brno na dva roky. V roce 2010 bylo z důvodu stabilizace rozpočtu a snížení rozpočtového schodku rozhodnuto o pozastavení veškerých aktivit s přesunem souvisejících.
V listopadu 2011 brněnský magistrát zrušil územní rozhodnutí na soubor staveb, který odsun zahrnuje, a věc vrátil stavebnímu úřadu Brno-střed k novému projednání. Magistrát rozhodoval o odvoláních občanů, firem i občanských sdružení proti záměru víc než rok. V prosinci 2011 skupina architektů nabídla svůj návrh jako alternativu k plánům brněnského magistrátu na odsun nádraží. Inspirovali se přitom aktivitou koalice Nádraží v centru. Roku 2012 představil Ing. Procházka údajně nejlevnější řešení, s rovnými nástupišti ve středu města přímo u tramvají a s autobusovým nádražím pod kolejištěm na Nových sadech. Dne 15. dubna 2015 bylo Českou komorou architektů v součinnosti s Českou komorou inženýrů uspořádáno v brněnské vile Stiassni jednání, na kterém mezi odborníky převážil názor, že přesun nádraží do polohy „k řece“ není vhodný.
Od ledna do července 2014 probíhal sběr podpisů k uspořádání druhého referenda o poloze nádraží, které iniciovala občanská aliance Referendum 2014 a které mělo původně proběhnout v termínu pořádání obecních voleb na podzim 2014. Kromě původní otázky vyžadující souhlas nebo nesouhlas s navrhovanou polohou nádraží přidali iniciátoři také otázku o tom, zda si občané přejí, aby konkrétní řešení vzešlo z otevřené návrhové soutěže, jíž se město dlouhodobě vyhýbá.
Magistrát města Brna v srpnu toho roku oznámil, že z více než 21 000 předložených podpisů bylo platných pouze 13 257, a vyzval aktivisty k nápravě s tím, že podle zákona je nutných alespoň 18 508 podpisů – 6 % oprávněných voličů ve městě. Přípravný výbor pro vyhlášení referenda s údajnou chybností podpisů a s další výtkou úřadu nesouhlasil a podal na brněnský magistrát u příslušného soudu žalobu. Krajský soud v Brně v usnesení vydaném 17. října 2014 konstatoval, že návrh přípravného výboru z 1. srpna 2014, doplněný 1. září téhož roku, neměl nedostatky, z čehož plyne, že referendum měl brněnský magistrát vyhlásit současně s termínem obecních voleb.
V návaznosti na rozhodnutí soudu se přípravný výbor rozhodl využít pro uspořádání referenda nejbližší termín dalších voleb. Tím se staly volby do krajských zastupitelstev, které proběhly 7. a 8. října 2016. Tomuto požadavku vyhovělo zastupitelstvo města Brna dne 25. listopadu 2014. Ani tohoto referenda se však nezúčastnil dostatečný počet hlasujících k tomu, aby bylo platné.
V říjnu 2017 byla k poloze nádraží dokončena studie proveditelnosti, kterou zadala Správa železniční dopravní cesty. V ní byly označeny varianty „Petrov“ (pod stejnojmenným kopcem i „Řeka“ (tj. blízko řeky Svratky) jako výhodné. Variantu nádraží ve stávající poloze označila studie jako nevhodnou k modernizaci. Rozhodnutí vlády by mohlo padnout nejdříve v březnu 2018. Představitelé města zároveň chtějí po vládě, aby uvedla, že plánovaný severojižního kolejový diametr má být navazující stavbou. Ten by měl být nejrychlejším propojením Hlavního nádraží s historickým centrem města. Dalším spojením s městem zajistí přeložená tramvajová trať se zastávkou u ÚAN Zvonařka.
V lednu 2018 podpořili téměř všichni krajští zastupitelé variantu Řeka. Tuto variantu podpořila v únoru téhož roku také zastupitelstva městské části Brno-střed a celého města Brna. V květnu ministerstvo dopravy zastavilo jednání vlády, protože studie neřešila nákladní železniční dopravu. Na konci května roku 2018 schválila Centrální komise Ministerstva dopravy variantu A ve verzi Ab, což je posledním doporučujícím článkem pro jednání vlády. Mezitím začala v květnu 2018 rekonstrukce stávajícího hlavního nádraží, jejíž hlavní stavba, znamenající rozsáhlou částečnou výluku stanice, měla začít v prosinci toho roku a trvat jeden rok. Tato rekonstrukce, včetně modernizace zabezpečovacího zařízení, je nezávislá na rozhodnutí o budoucí poloze nádraží, protože má současnou stanici udržet v provozuschopném stavu do dokončení nového nádraží.
Na návrh ministra dopravy Dana Ťoka rozhodla vláda ČR dne 10. července 2018 definitivně o poloze nového brněnského hlavního nádraží u řeky Svratky, ale bez zahrnutí stavby Severojižního kolejového diametru. Proti rozhodnutí nerealizovat tuto podzemní dráhu však protestovali někteří brněnští radní. Ministerstvo však diametr nezavrhovalo, neboť projektovaná koncepce nádraží má umožňovat jeho budoucí napojení. Podle odhadů má přestavba celého brněnského železničního uzlu, včetně nového hlavního nádraží, stát přibližně 40 miliard korun. Město Brno a Správa železnic vyhlásily v závěru srpna 2020 mezinárodní dvoufázovou urbanisticko-dopravně-architektonickou soutěž o návrh nového nádraží. Kancelář architekta města Brna přímo vyzvala tři architektonické ateliéry, které navrhly železniční stanice Wien Hauptbahnhof, Amsterdam Centraal a Berlin Hauptbahnhof, další autoři se mohli do soutěže přihlásit. Finální hodnocení návrhů proběhlo v roce 2021. Vítězný návrh nového hlavního nádraží předložily nizozemské ateliéry Benthem Crouwel Architects a West 8.
Jednou z prvních staveb se má stát nejdříve v roce 2024 rekonstrukce a modernizace zastávky Brno-Židenice.

## Výluky
Největších výluk ve své novodobé historii se brněnské hlavní nádraží dočkalo ve druhém desetiletí 21. století. Během července a srpna 2013 byl během jednoho měsíce rekonstruován viadukt Křenová, takže byla uzavřena trať ze severu. Od června do září 2017 trvala tříměsíční výluka, kdy byl rekonstruován Pražský viadukt, takže na hlavní nádraží opět nemohly jezdit vlaky ze severu. Dne 1. září 2018 byl kvůli rekonstrukci mostů přes ulice Křídlovickou a Úzkou zastaven provoz na páté a šesté nástupiště, což trvalo do prosince téhož roku. Od 9. prosince 2018 probíhala roční částečná výluka nádraží, během níž byl kvůli opravě výhybek a modernizaci zabezpečovacího zařízení na nádraží uzavřen příjezd z jihu. Ukončena měla být počátkem roku 2020.
Při všech těchto výlukách byla provizorně využita nákladní stanice Brno dolní nádraží, kde bylo vybudováno zázemí pro cestující, nástupiště a podchod, zatímco některé vlaky byly přesměrovány na ostatní brněnská nádraží (Brno-Židenice a Brno-Královo Pole).

## Galerie

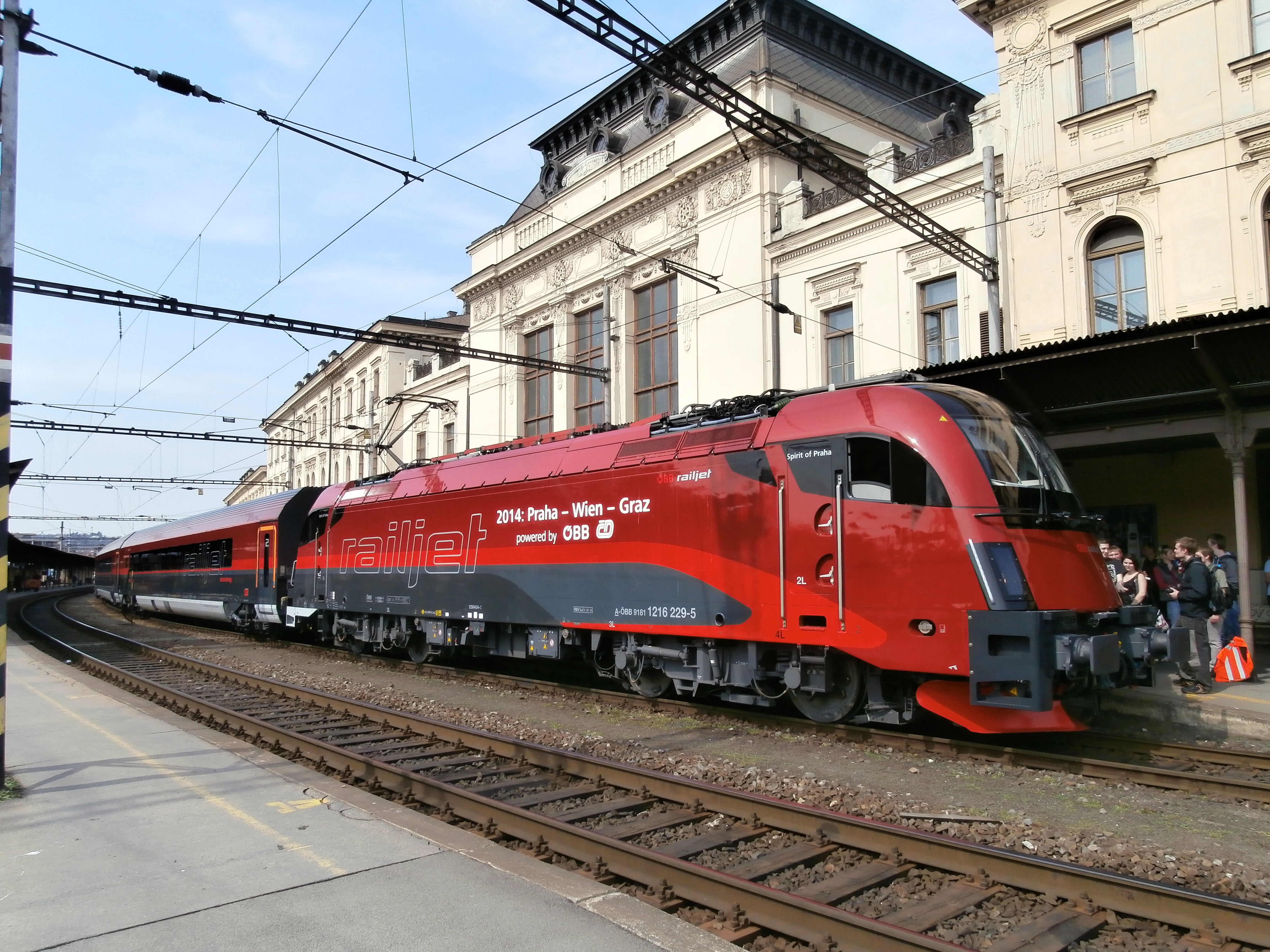
Souprava RailJet na 1. nástupišti. (způsobilá též pro rychlá spojení)
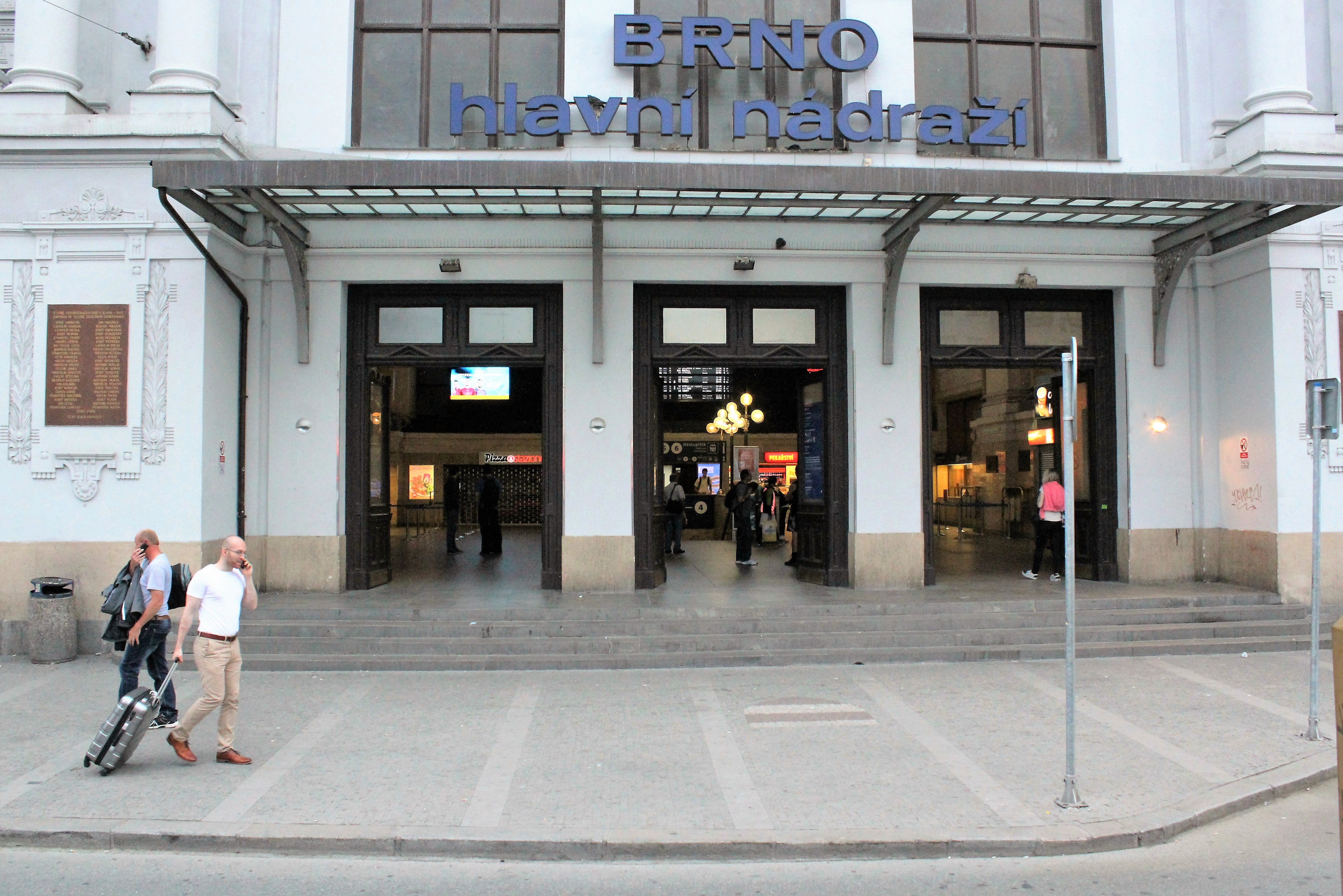
Hlavní vchod
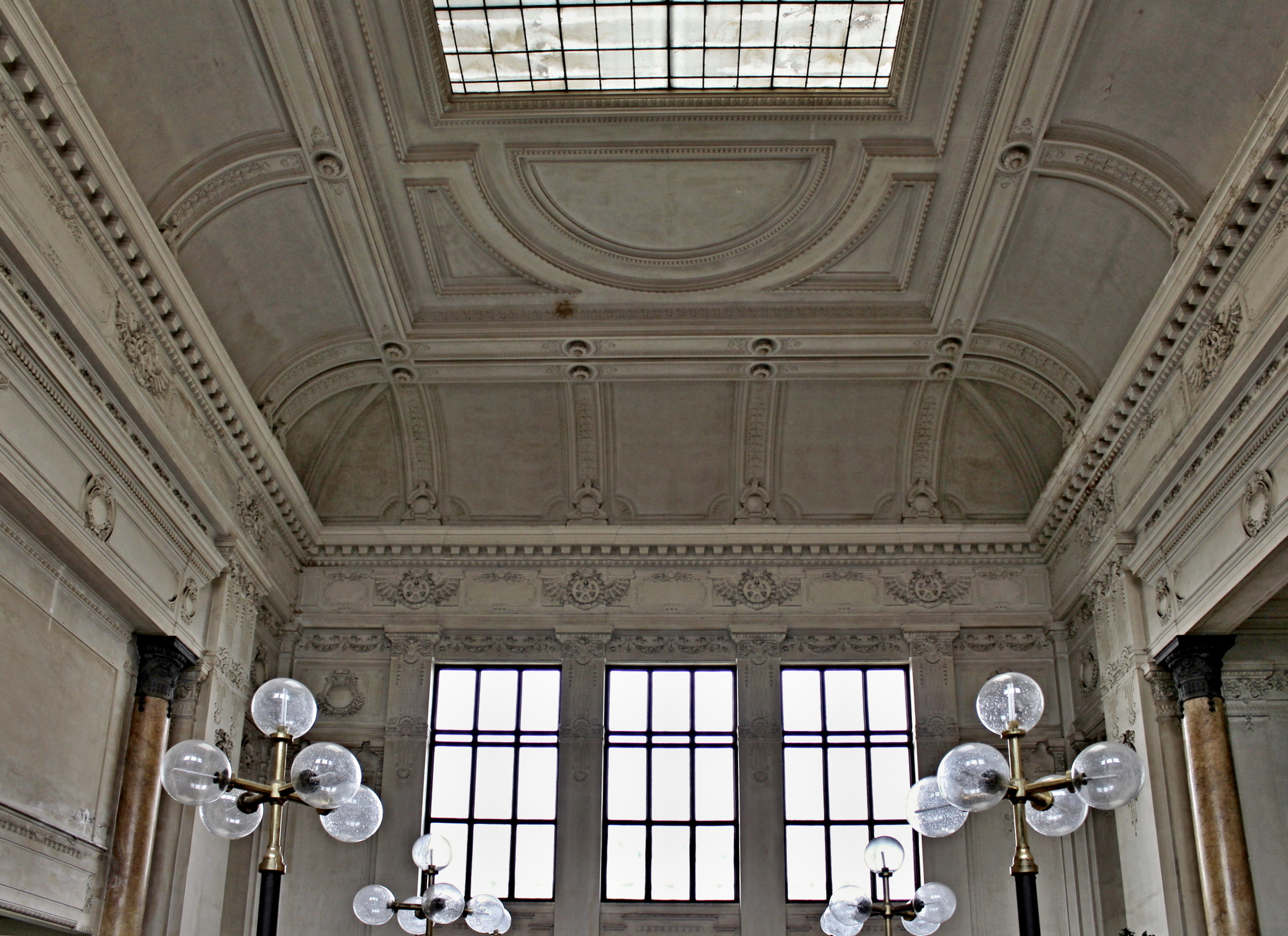
Nádražní hala - před rekonstrukcí
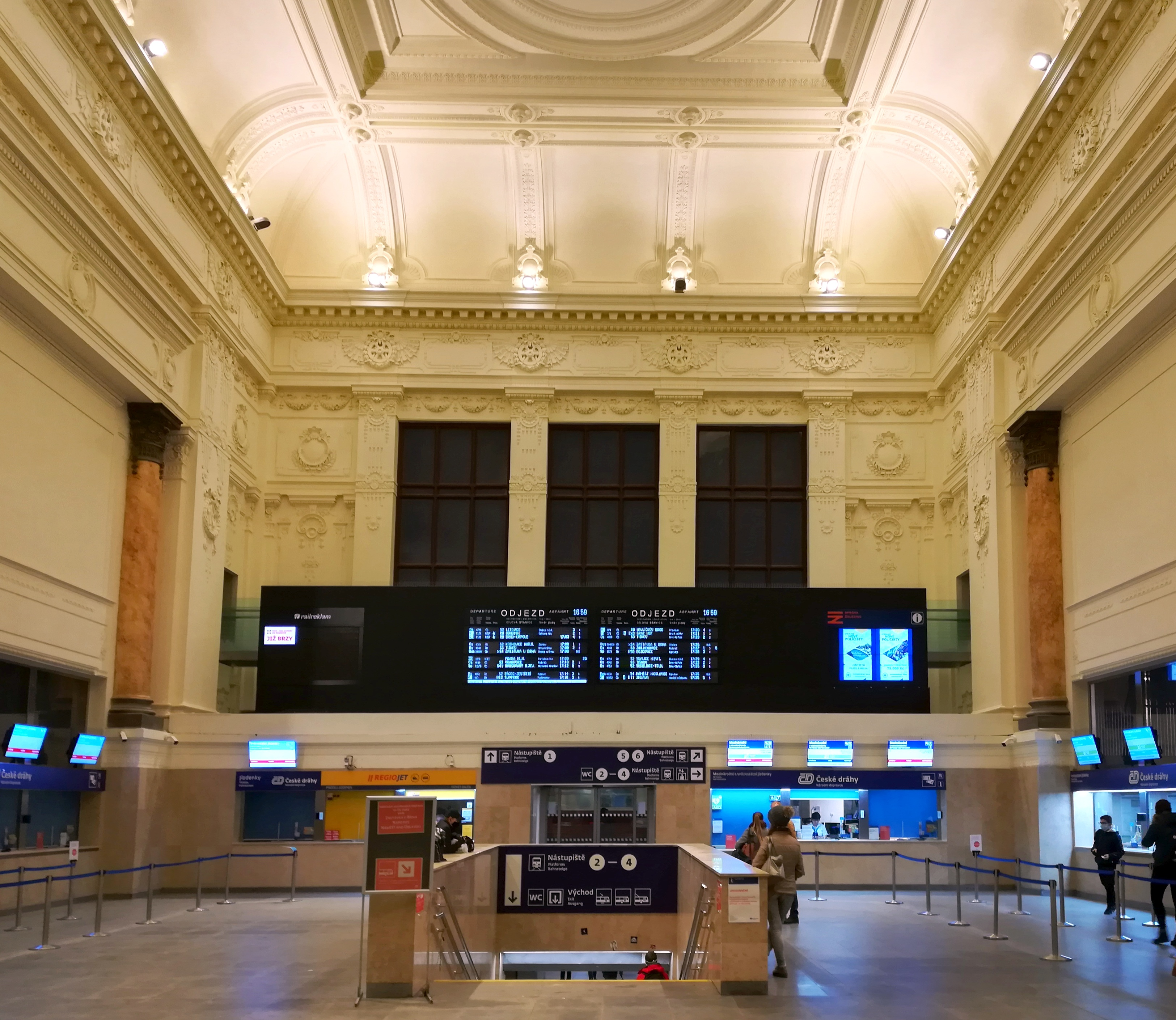
Nádražní hala po rekonstrukci
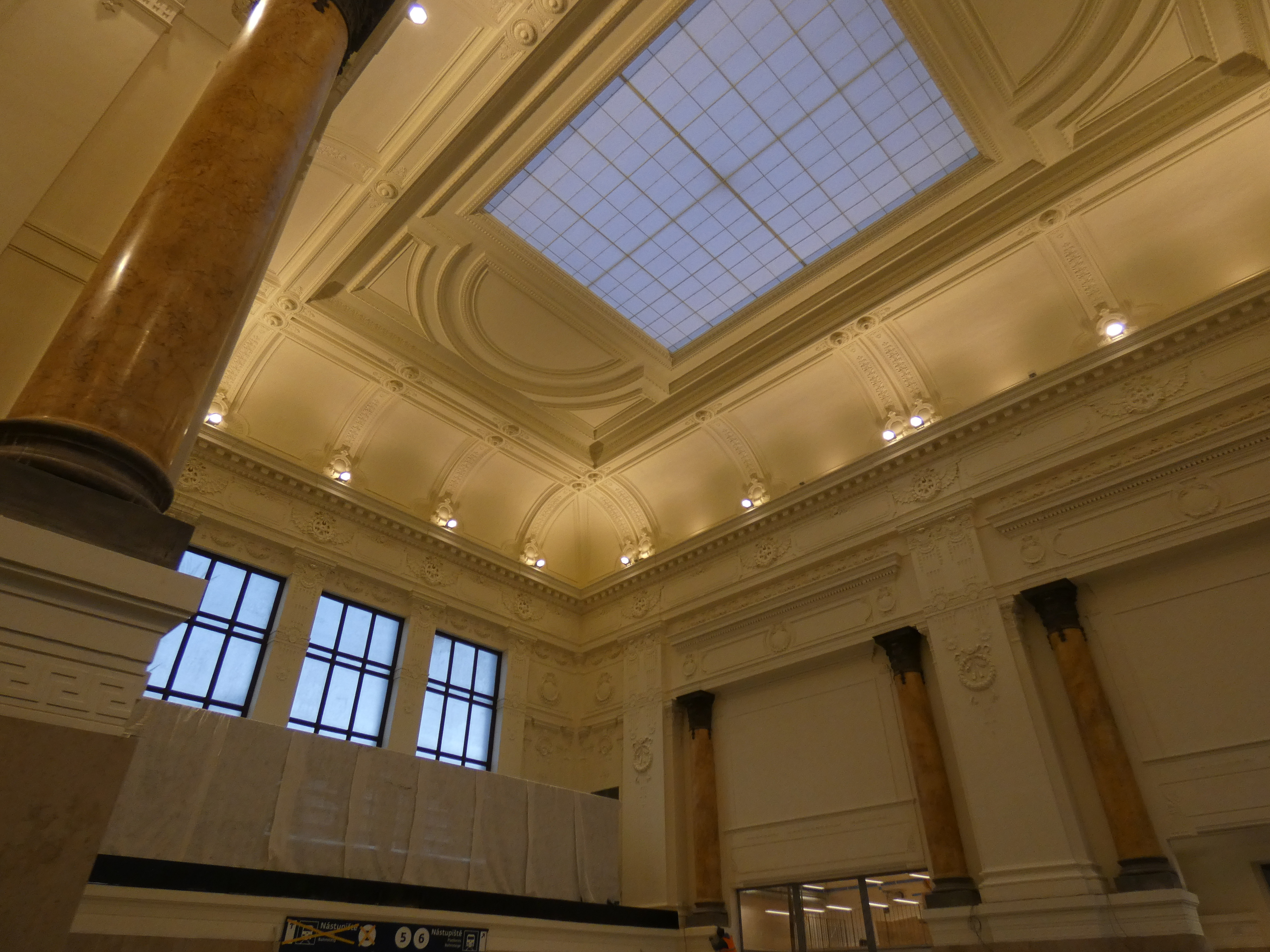
Hala - pár dní před koncem výluky
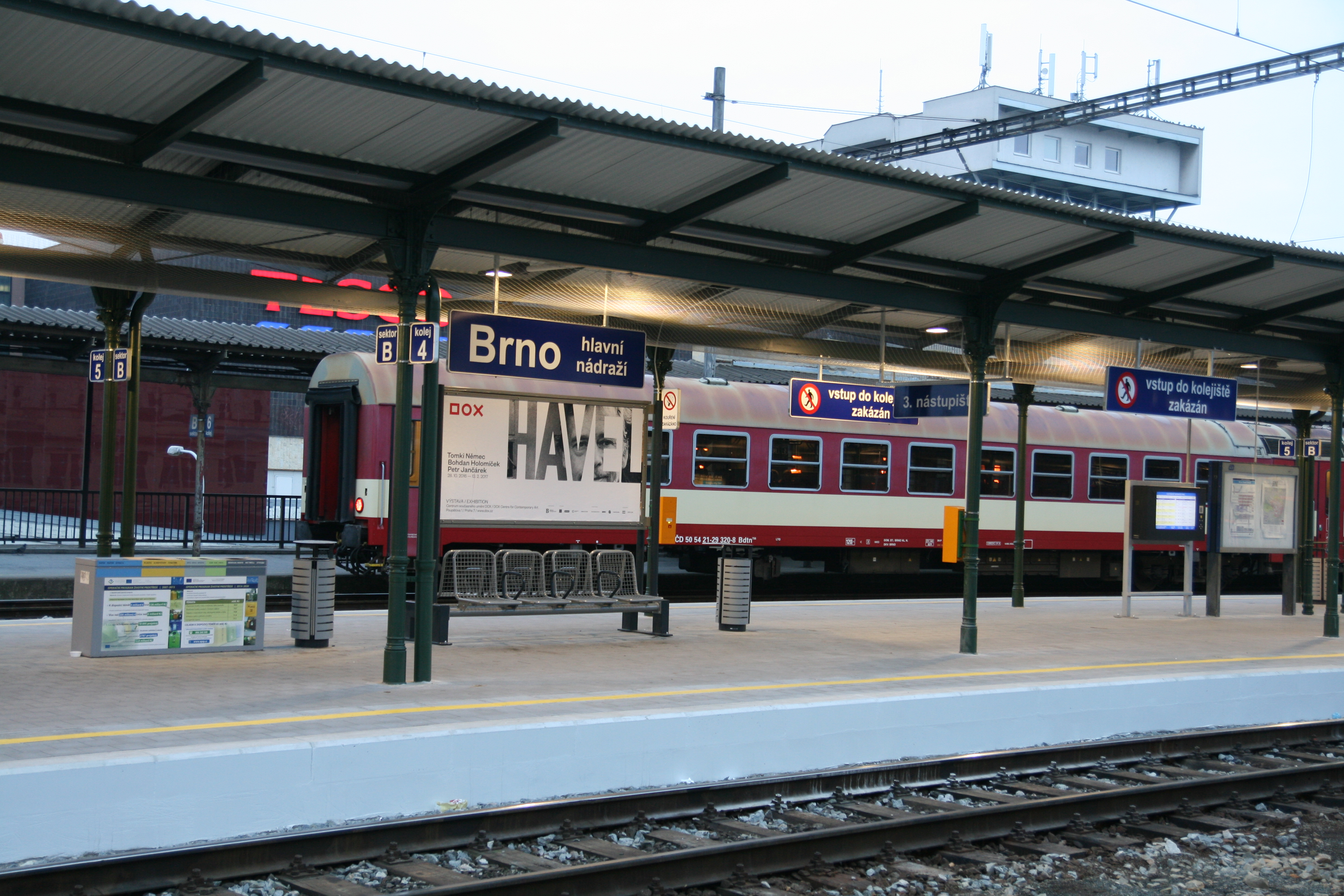
Nástupiště
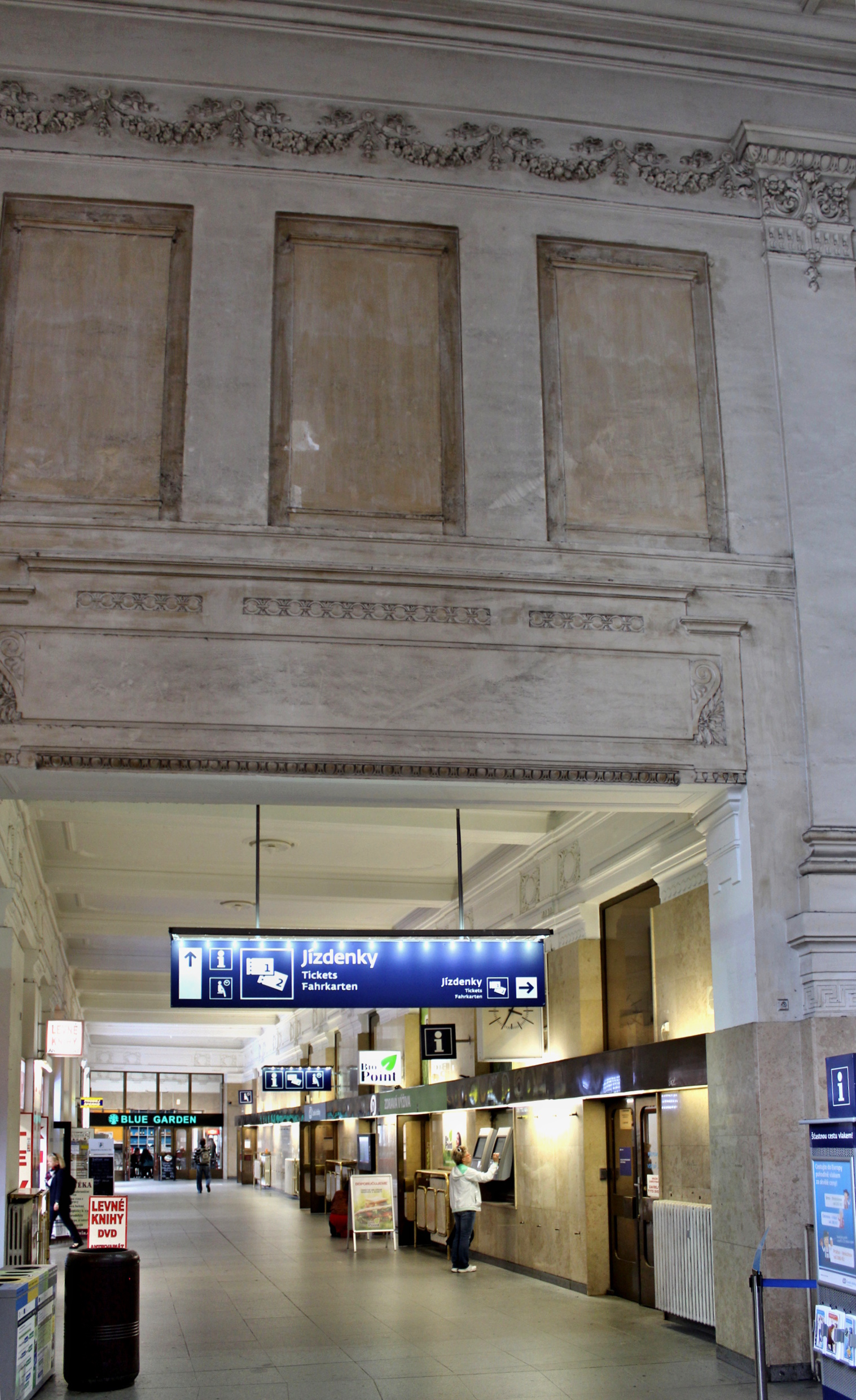
Pasáž vedoucí k hlavní hale
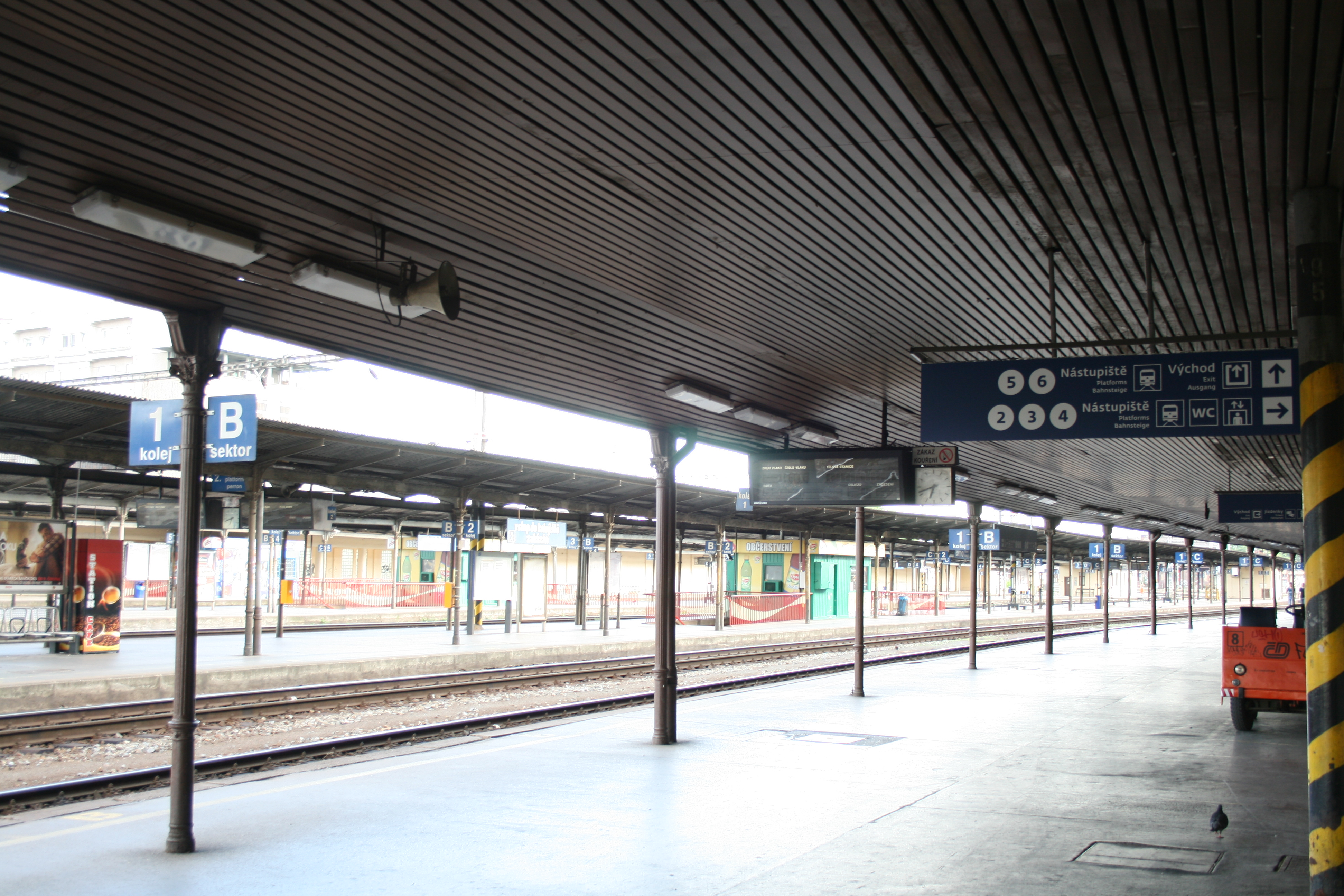
1. nástupiště
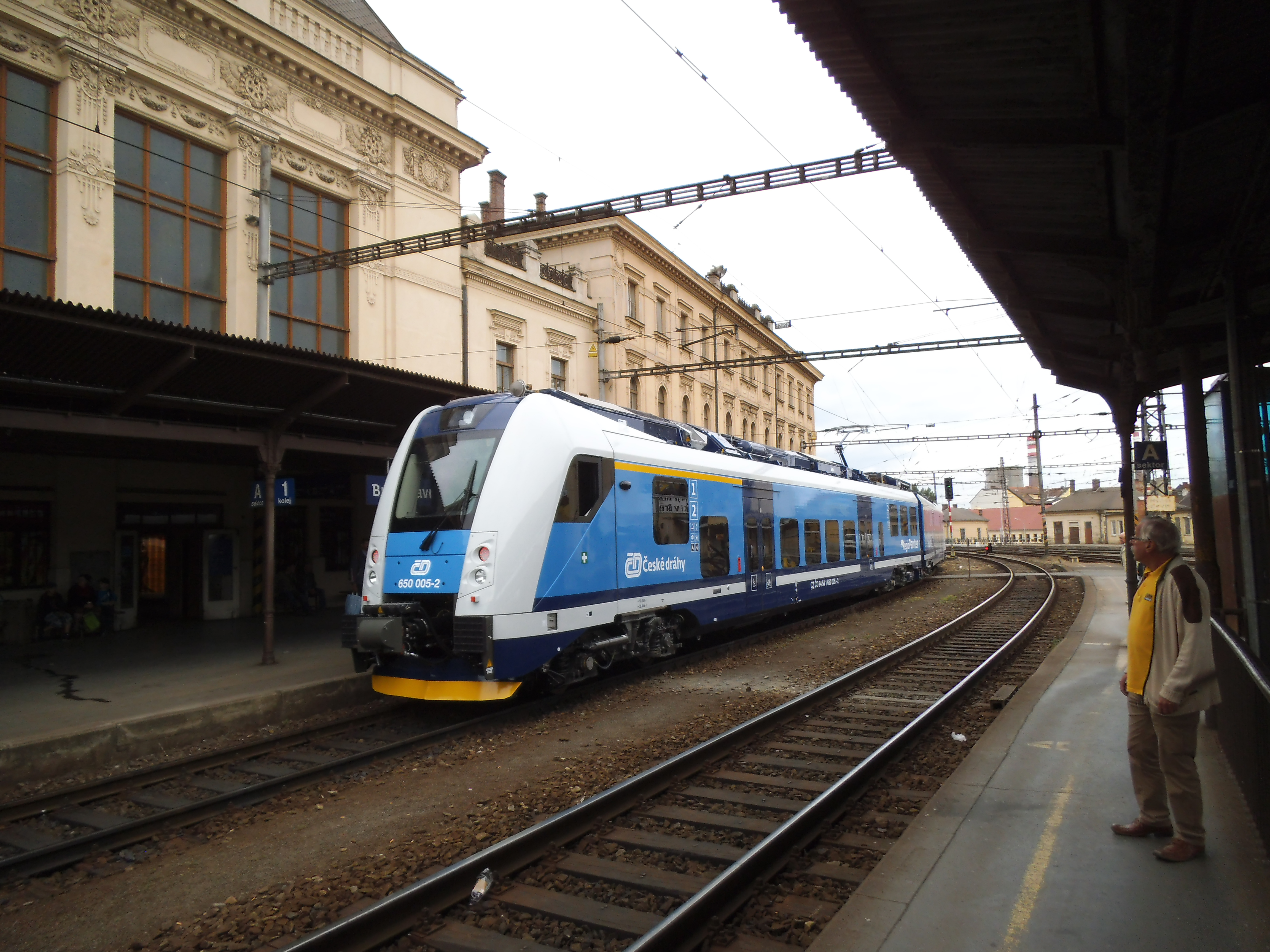
Staniční budova z kolejiště se soupravou RegioPanter řady 650
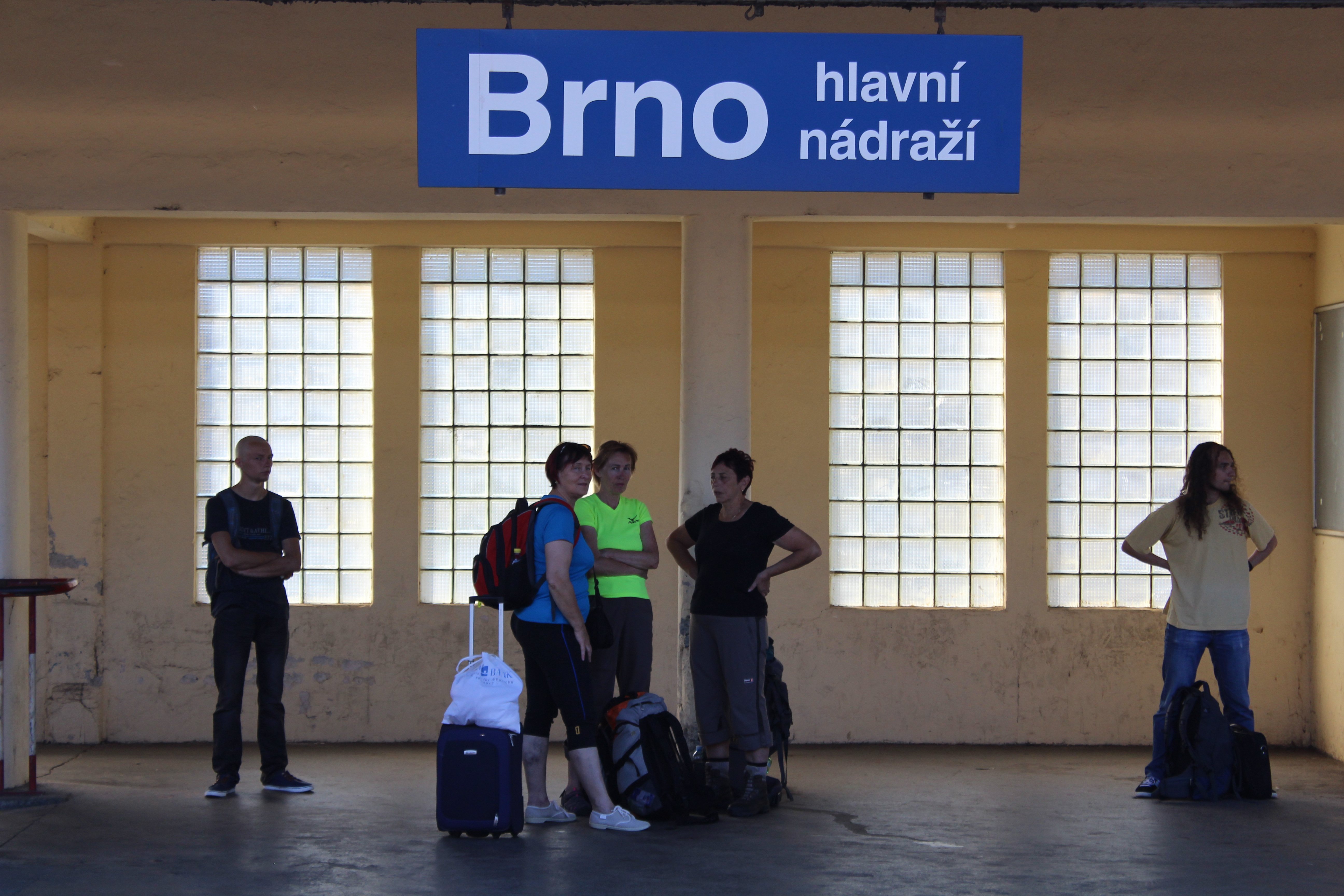
4. nástupiště
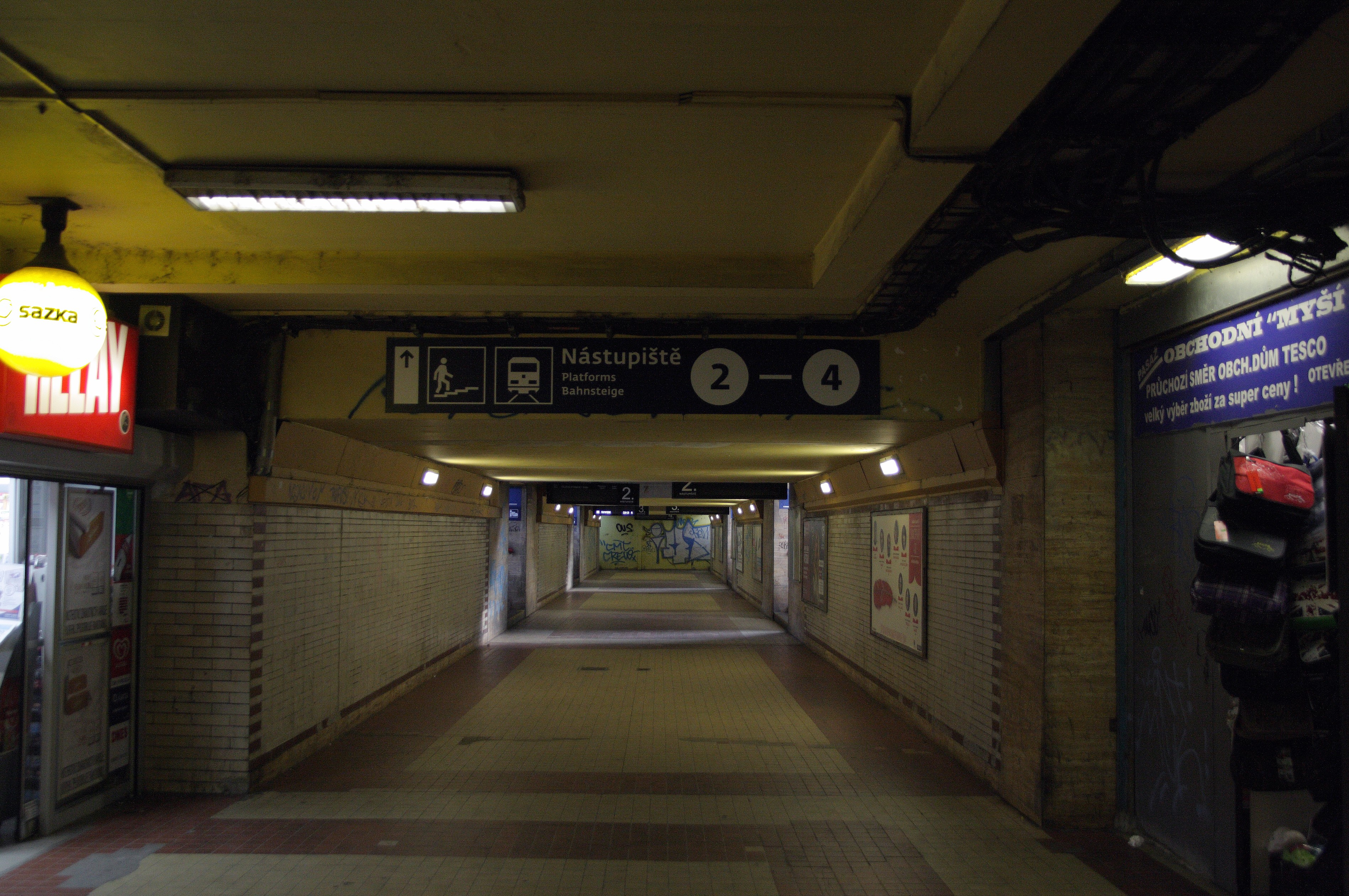
Podchod k nástupištím před rekonstrukcí
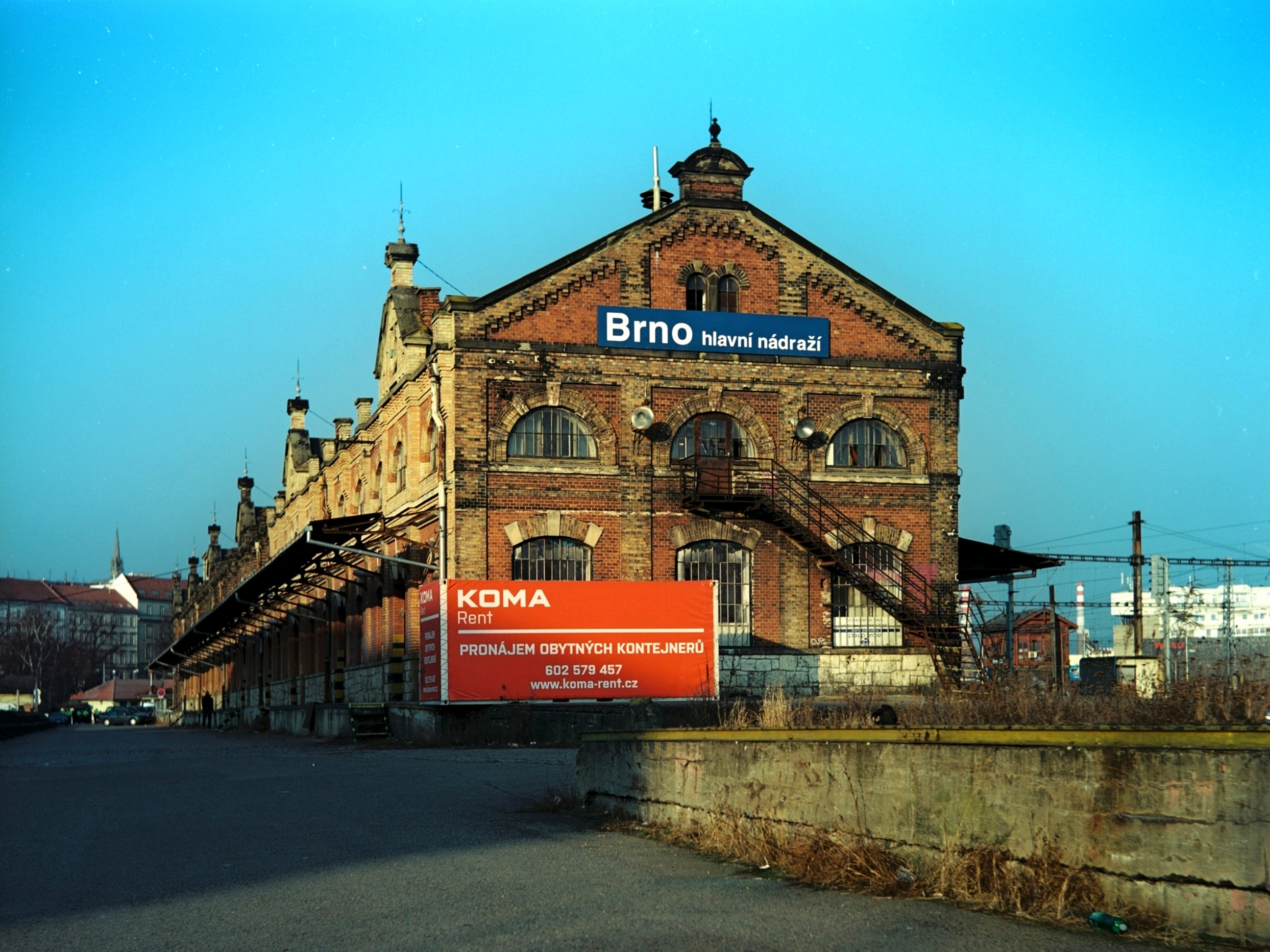
Nákladní sklad Malá Amerika